# Naqdī Kandī
Naqdī Kandī (persiska: نقدی كندی) är en ort i Iran.   Den ligger i provinsen Ardabil, i den nordvästra delen av landet, 400 km nordväst om huvudstaden Teheran. Naqdī Kandī ligger 1 379 meter över havet och antalet invånare är 147.
Terrängen runt Naqdī Kandī är kuperad västerut, men österut är den platt. Runt Naqdī Kandī är det ganska tätbefolkat, med 139 invånare per kvadratkilometer. Närmaste större samhälle är Sharīf Beyglū, 2,3 km norr om Naqdī Kandī. Trakten runt Naqdī Kandī består i huvudsak av gräsmarker.